# الحزب الاتحادي الديمقراطي
يعتبر الحزب الاتحادي الديموقراطي من أقدم الاحزاب السياسية في السودان. وهو اتحاد من حزبين سياسيين هما الوطني الاتحادي والشعب الديموقراطي.
وكان إسماعيل الأزهري أول رئيس وزراء لجمهورية السودان بعد الاستقلال رئيسا للحزب عندما كان باسم الحزب الوطني الاتحادي فقاد به معركة الاستقلال. ويرأس الحزب حاليا محمد عثمان الميرغني مرشد الطريقة الختمية الصوفية عبر هيئة للقيادة تضم في عضويتها أحد نواب الرئيس السابقين علي محمود حسنين وأحمد سعد عمر ومنصور العجب وميرغني عبد الرحمن وأحمد علي أبوبكر وطه علي البشير الرئيس السابق لنادي الهلال السوداني. حاليا الحزب الاتحادي الديمقراطي منقسما إلى عدة اجنحة منها الحزب الاتحادي الديمقراطي الأصل والحزب الاتحادي الديمقراطي القيادة الجماعية والتجمع الاتحادي المعارض.

## خلفية تاريخية
تكون الحزب الوطني الاتحادي بعد ائتلاف احزاب الاشقاء وحزب الشعب والحزب الوطني واحزاب أخرى ليندمج في عام 1967.
وجاءت تسميته من اندماج الحزبين حيث تؤخذ كلمة (الاتحادي) من الحزب الوطني الاتحادي، وكلمة (الديمقراطي) من حزب الشعب الديمقراطي، فيصبح اسم الحزب الجديد الاتحادي الديمقراطي، وكان ذلك بعد اقتراح تقدم به الراحل الملك فيصل لمحمد عثمان والرئيس الأزهري عند وصوله إلى الخرطوم في حديقة السيد علي للمشاركة في مؤتمر القمة العربي الذي دعى له السيد علي والرئيس الأزهري بعد هزيمة مصر في الحرب ضد إسرائيل وكان الصف العربي منشقا في وقتها بين مصر والمملكة العربية السعودية ولم تتوحد كلمتهما الا في اجتماع الخرطوم عاصمة السودان. فبعد أن وافق الزعيمان على مقترح الوحدة أصر الملك فيصل على الذهاب الي السيد علي في داره للقائه، وقال «لا يعقل ان نأتي إلى الخرطوم ولا نذهب للسلام على السيد علي» وفي دار السيد علي بالخرطوم أعلن الزعيم الأزهري مولد الحزب الجديد، وقال مقولته الشهيرة: «اليوم حزبان قبرا، الوطني الاتحادي والشعب الديمقراطي»، معلنا بداية وحدة الحزب الاتحادي الديمقراطي في شهر نوفمبر من عام 1967.
وبالرغم من أن بعض أعضاء الحزب كان يرفع شعار الاتحاد مع مصر الا انه قرر الانحياز للفكرة الاستقلالية التامة عن الدولتين البريطانية والمصرية، ولعب السيد علي الدور الأكبر في هذا المنحي الذي جنب السودان ومصر كثيرا من الاضرار والويلات سواء الداخلية أو الخارجية.
وقف الحزب الاتحادي الديمقراطي موقفاً معارضاً لكل الأنظمة العسكرية التي تولت حكم السودان وظل الحزب الوحيد الذي لم يشارك في أي انقلاب على الحكم الديمقراطي في السودان. وكان الشريف حسين الهندي رئيس الجبهة الوطنية المعارضة ضد نظام العقيد جعفر نميري حتى وفاته في عام 1981م. ثم تقلد محمد عثمان الميرغني رئيس الحزب الاتحادي الديمقراطي رئاسة التجمع الوطني الديمقراطي المعارض لانقلاب الإنقاذ الذي أتى لإجهاض اتفاقية السلام التي أبرمها الحزب الاتحادي الديمقراطي في 16 نوفمبر 1988م، مع جون قرنق رئيس الحركة الشعبية لتحرير السودان آنذاك. ولكن تغير الموقف في سنة 2012 بمشاركة الحزب في حكومة عمر البشير. ويشتهر الحزب الاتحادي الديمقراطي بأنه حزب الحركة الوطنية السودانية، ويعبر عن الطبقة الوسطى في السودان. وكانت لديه أعلى أصوات للناخبين في آخر عهد ديمقراطي في السودان، كما أنه ينتشر على مستوى قطاعات مختلفة منها رابطة الطلاب الاتحاديين الديمقراطيين وهي وعاء الحزب في الجامعات السودانية والتي تتواجد في معظم الجامعات تقريبا.

## ابرز زعماء الحزب التاريخيين
- علي عبد الرحمن، وكان وزيرا للخارجية.
- أحمد السيد حمد، وكان وزيرا للتجارة.
- الشريف حسين يوسف الهندي، وكان وزيرا للمالية.
- الشريف زين العابدين يوسف الهندي، وكان وزيرا للخارجية والأمين العام للحزب الاتحادي الديمقراطي
- عبد الماجد محمد عبد الرحمن، وزير الثقافة والاعلام والناطق الرسمي للحكومة.
- الاستاذ أحمد زين العابدين.
- الأستاذ عبد الماجد أبو حسبو.
- مبارك زروق.
- يحيى الفضلي.
- المهندس خضر عمر (سكرتير حزب الاشقاء).
- الحاج مضوي محمد أحمد.
- الشيخ حسن أبو سبيب.

## الزعماء الحاليين
- السيد محمد عثمان الميرغنى، رئيس الحزب.
- م.السيد محمد الحسن الميرغني نائب رئيس الحزب.
- ا.على محمود حسنين.
- ا.ميرغنى عبد الرحمن الحاج سليمان.
- ا.سيد أحمد الحسين.
- الأمير احمد سعد عمر، (حفيد السلطان علي دينار آخر سلاطين مملكة دارفور).